# Врани (Караш-Северин)
Врани (рум. Vrani) насеље је у Румунији у округу Караш-Северин у општини Врани. Oпштина се налази на надморској висини од 93 m.

## Прошлост
По "Румунској енциклопедији" место се први пут помиње 1402. године. Тада је то село власништво Михаја де Врани, гувернера Себеша. Православна црква је изграђена 1800. године.
Аустријски царски ревизор Ерлер је 1774. године констатовао да место "Вран" припада Ракаждијском округу, Новопаланачког дистрикта. Становништво је било претежно влашко.

## Становништво
Према подацима из 2002. године у насељу је живело 1258 становника.

### Попис2002.
| Расподела становништва по националности 2002.‍ | Расподела становништва по националности 2002.‍ | Расподела становништва по националности 2002.‍ | Расподела становништва по националности 2002.‍ | Расподела становништва по националности 2002.‍ |
| --------------------------------------------- | --------------------------------------------- | --------------------------------------------- | --------------------------------------------- | --------------------------------------------- |
|                                               |                                               |                                               |                                               |                                               |
| Румуни                                        | Румуни                                        |                                               | 1.027                                         | 81,7%                                         |
| Мађари                                        | Мађари                                        |                                               | 4                                             | 0,3%                                          |
| Роми                                          | Роми                                          |                                               | 215                                           | 17,1%                                         |
| Немци                                         | Немци                                         |                                               | 8                                             | 0,6%                                          |
| Срби                                          | Срби                                          |                                               | 3                                             | 0,2%                                          |

### Хронологија
| Година       | 1992 | 1993 | 1994 | 1995 | 1996 | 1997 | 1998 | 1999 | 2000 | 2001 | 2002 | 2003 | 2004 | 2005 | 2006 | 2007 | 2008 | 2009 | 2010 | 2011 | 2012 | 2013 | 2014 | 2015 | 2016 | 2017 |
| ------------ | ---- | ---- | ---- | ---- | ---- | ---- | ---- | ---- | ---- | ---- | ---- | ---- | ---- | ---- | ---- | ---- | ---- | ---- | ---- | ---- | ---- | ---- | ---- | ---- | ---- | ---- |
| Становништво | 1191 | 1167 | 1156 | 1146 | 1099 | 1092 | 1078 | 1071 | 1092 | 1106 | 1105 | 1135 | 1135 | 1132 | 1136 | 1117 | 1124 | 1122 | 1114 | 1117 | 1134 | 1140 | 1127 | 1173 | 1164 | 1146 |